# 羅伯·索科羅斯基
羅伯·索科羅斯基（英語：Robert Sokolowski，1934年5月3日—）是美國天主教大學的哲學教授，1962年授命為羅馬天主教神父。
索科羅斯基出版各種哲學觀點的書籍，其中他對胡塞爾的詮釋，被稱為“東岸胡塞爾主義 ”。

## 生平
索科羅斯基獲得巴瑟兰獎學金後，於1956年取得美國天主教大學學士學位，1957年取得博士學位，之後進入神學院。
隨後前往魯汶天主教大學，1961年取得神學學士，1963年取得哲學博士學位，博士論文題目為《胡塞爾形構觀念的形成》(The Formation of Husserl's Concept of Constitution)，由神父赫爾曼·范布雷達指導，神父梵布雷達從納粹破壞行動中救出胡塞爾手稿，成立胡塞爾現象學研究中心。
索科羅斯基完成博士學位後，就一直在美國天主教大學進行教學。

## 中文出版書籍
- 《現象學十四講》(Introduction To Phenomenology)，2004年，繁體中文版由心靈工坊出版，ISBN 978-986-757-407-7